# Ламас Карвахал, Валентин
Валенти́н Лама́с Карваха́л (галис. Valentín Lamas Carvajal; 1 ноября 1849, Оренсе, Галисия — 4 сентября 1906, Оренсе, Галисия) — один из наиболее популярных поэтов Галисии периода возрождения галисийского языка и литературы (галис. Rexurdimento) 2-й половины XIX века, журналист. Поэтические сборники издавались на галисийском и кастильском языках. Один из основателей Королевской галисийской академии (1906).
День галисийской литературы 1972 года отмечался в честь В. Ламаса Карвахала.

## Биография
В два года лишился отца, а в семнадцать лет — матери. Воспитывался дядей, братом матери, известным в своё время художником Педро Карвахалесом (Pedro Carvajales), которому позднее посвятил свою первую книгу La monja de San Payo (1871). Сперва учился в родном городе у будущего составителя грамматики галисийского языка Ш. А. Сако Арсе (Xoán Antonio Saco Arce), а в 1870 году переехал в Сантьяго-де-Компостела и начал изучать медицину в Университете Сантьяго-де-Компостела. Университет не смог окончить по причине болезни зрения, из-за которой ослеп и позднее получил прозвище «Галисийский Гомер» (O Homero Galego).
Вернувшись в Оренсе занялся журналистикой. Руководил основанным Ш. М. Посадой издательством газеты La Aurora de Galicia (галисийцы относят издание к журналам). Основал и возглавил двуязычный кастильско-галисийский журнал El Heraldo Gallego (1874—1880), ставший печатным органом писателей Оренсе. В 1876 году в Оренсе основал O Tio Marcos d’a Portela — первую газету (некоторые источники относят издание к журналам), выходившую до 1890 года на галисийском языке сперва 2 раза в месяц, затем еженедельно. Это первое одноязычное издание на родном языке стало основой развития галисийской журналистики и публицистики. В 1880 году возглавил издательство газеты El Eco de Orense, которым руководил до ухода из жизни.

## Творчество
В начале творческого пути был одним из самых популярных поэтов Галисии, но впоследствии громкая слава была забыта. Принято считать, что поэт и прозаик В. Ламас Карвахал не стал одним из трёх столпов галисийского возрождения, но известен как выдающийся последователь Росалии де Кастро, поскольку его деятельность внесла большой вклад в развитие движения. Однако, по мнению галисийского литературоведа Рикардо Карбальо Калеро (Ricardo Carballo Calero), Ламас Карвахал должен занять место в триаде вместо Эдуардо Пондала после Мануэла Курроса Энрикеса. По таким соображениям литературовед отвёл место для описания творчества Ламаса Карвахала в главе под названием с переносным смыслом «Диадохи» (Capítulo VII. Os Diádocos).

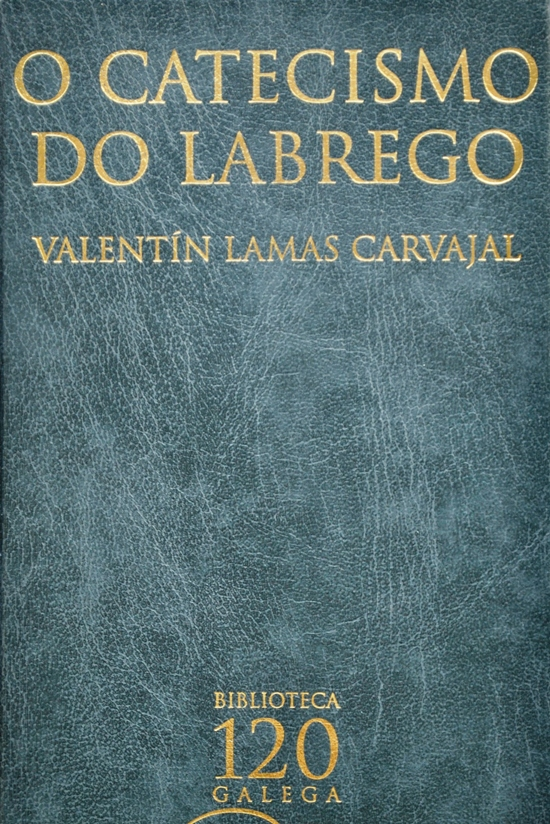
Современное издание O catecismo do labrego в серии «Галисийская библиотека»

Поэзию и прозу создавал в русле так называемого костумбризма (галис. costumbrismo от галис. costumbre — обычай; в литературоведении Галисии «костумизм» галис. costumismo), распространённого течения того времени с описаниями традиций, нравов и обычаев, сказок и легенд. В костумбристской поэзии и гражданской лирике «рисовал грустные картины сельского быта». Некоторые антологии завоевали большую популярность и неоднократно переиздавались.
Первый поэтический сборник Espiñas, follas e frores («Шипы, листья и цветы», 1874) имел успех и вышел ещё в двух дополненных изданиях (1875, 1877). Третье мадридское издание было в 2 раза объёмней первого.
Неоднократно переиздавался вышедший под псевдонимом политический памфлет O catecismo do labrego («Катехизис крестьянской доктрины», 1889; полное название: Catecismo d’a Doutrina Labrega composto pol-o R. P. M. Fr. Marcos d’a Portela, doutor en tioloxía campestre). Сочинение было создано как пародия на Катехизис католической церкви П. Астете (P. Astete). Деревенский житель простым языком отвечал на вопросы государственных служащих о своём политическом и религиозном кредо. Согласно данным Р. К. Калеро, памфлет выдержал около 20 изданий, и это количество не было превышено публикациями никакого другого сочинения на галисийском языке.

## Избранные прижизненные публикации
На галисийском языке
- 1874 — Espiñas, follas e frores («Шипы, листья и цветы»[4]; доп. изд.: 2-е 1875 года; 3-е 1877 года)[10]
- 1875 — Cartas ós gallegos (Dez Cartas escritas pr’ós gallegos, антология поэзии)
- 1880 — Saudades gallegas («Галисийские печали»[4]; 19 поэтических произведений)
- 1887 — Gallegada (проза костумбризма)
- 1889 — O catecismo do labrego («Катехизис крестьянской доктрины», проза[4])
- 1890 — A musa das aldeas («Деревенская муза»[4]; поэтический сборник, 2-е дополненное издание 1898)[10]

На кастильском языке
- 1878 — Desde la reja. Cantos de un loco (поэтический сборник, 5 стихотворений на галисийском)
- 1897 — Mostacilla (юмористические и политические стихи в 2-х томах)[10]

## Переводы на русский язык
- Карвахаль В. Л. Между двумя безмолвиями : Галисийская поэзия XIX — первой трети XX века / Карвахаль, Валентин Ламас / пер. с галис. яз. / сост. Е. Голубевой, Е. Зерновой; отв. ред. Е. Зернова; предисл. Б. Лосада; подгот. текстов, послесл., справки об авт. и коммент. Е. Голубевой. — 1-е. — СПб. : Центр галисийских исследований СПбГУ, 1996. — С. 84—93. — 240 с. — (Антология галисийской литературы ; т. 2). — ISBN 5-88407-001-X.